# James Vowles
James P. Vowles, född 20 juni 1979, är en brittisk ingenjör som är stallchef för det brittiska Formel 1-stallet Williams F1 sedan den 13 januari 2023.
Han avlade en kandidatexamen i datavetenskap vid University of East Anglia och master i ingenjörsvetenskap med inriktning motorsport samt i ledarskap vid Cranfield University. Vowles inledde sin karriär inom F1 2001 med att börja arbeta som ingenjör för British American Racing (BAR) och fortsatte när den japanska biltillverkaren Honda köpte stallet och döpte om det till Honda F1 2006. År 2009 blev Honda F1 Brawn GP när Honda sålde stallet till den brittiske ingenjören Ross Brawn. Vowles utsågs till chefsstrateg för Brawn GP. Ett lyckat drag eftersom stallet vann både konstruktörs- och förarmästerskapet det året. År 2010 sålde Brawn stallet till det tyska biltillverkaren Mercedes-Benz och det blev Mercedes Grand Prix. Han fortsatte arbeta som chefsstrateg för Mercedes fram till 2023.
Han har varit delaktig till åtta vunna förar- och konstruktörsmästerskap vardera.
- Förarmästerskap: 2009 (Brawn GP), 2014, 2015, 2016, 2017, 2018, 2019, 2020 (Mercedes)
- Konstruktörsmästerskap: 2009 (Brawn), 2014, 2015, 2016, 2017, 2018, 2019, 2020, 2021 (Mercedes)